# ウィリアム・J・ブレナン・ジュニア
ウィリアム・J・ブレナン・ジュニア（英語: William Joseph Brennan Jr.、1906年4月25日 – 1997年7月24日）は、アメリカの法律家・弁護士。1956年から1990年まで、合衆国最高裁判所の陪席裁判官を務めた。最高裁判事としての在任期間は歴代7位であり、最高裁におけるリベラル派の旗手として知られた。
ニュージャージー州ニューアークに生まれ、1931年ハーバード・ロー・スクール卒業。ニュージャージー州で弁護士として開業し、第二次世界大戦中はアメリカ陸軍に従軍した。1951年ニュージャージー州最高裁判所判事に任命される。1956年アメリカ合衆国大統領選挙の直前、大統領ドワイト・D・アイゼンハワーから、休会任命の手続によって最高裁判所判事に任命され、翌年、上院の承認を得る。1990年まで最高裁判所判事に在任した後引退。その後任にはデイヴィッド・スーターが着任した。
最高裁では、死刑制度反対や中絶の権利の支持といった進歩的な見解を積極的に打ち出すことで知られた。ブレナンは、画期的判決（landmark case）の意見を複数執筆しており、その中には、選挙区割りの問題の司法判断適合性を認める判断を確立したベイカー対カー事件（1962年）、公職者（public official）の提起する名誉毀損訴訟において「現実的悪意」（actual malice）の要件を要するとしたニューヨーク・タイムズ対サリヴァン事件（1964年）、不法入国者である生徒に公教育を受けさせないのは平等保護条項違反であると判示したプライラ―対ドウ事件（1982）年などがある。多くの事件で多様かつ広範囲にわたる意見をまとめ上げ、票の「取引」を行う能力にも恵まれていたことから、最高裁を構成する判事の中で最も影響力を有すると考えられていた。アントニン・スカリア判事は、ブレナンを「おそらくは今（20）世紀最大の影響力を持つ判事」と呼んだ。

## 生い立ち
ウィリアム・J・ブレナン・ジュニアは、1906年4月25日、ニュージャージー州ニューアークに、8人兄弟の第2子として誕生した。両親のウィリアムとアグネス（旧姓マクダーモット）・ブレナンは、アイルランドからの移民である。両者ともアイルランドのロスコモン県出身ながら、出会ったのはアメリカであった。父のブレナン・シニアはほとんど教育を受けたことがなく、金属加工労働者として働いていたが、労働者の指導者として活動し、選挙で選任されて、1927年から1930年までニューアークの公安局委員を務めた。
ブレナンは、ニューアークの公立学校で学び、1924年にバリンジャー高等学校を卒業する。その後、ペンシルベニア大学ウォートン・スクールに入学し、1928年にcum laudeの成績で卒業して経済学士を得る。ウォートン・スクール在学中に、フラタニティ「デルタ・タウ・デルタ」に加入。奨学金を得てハーバード・ロー・スクールに進学し、1931年にクラスでほぼ首席の成績でを卒業する。在学中は大学法律相談所であるハーバード法律扶助局の一員を務めた。
21歳のとき、ブレナンは高校時代に知り合ったマージョリー・レナードと結婚し、ウィリアム3世、ナンシー及びヒューの3人の子供を儲けた。

## 法曹キャリア初期
ハーバード・ロースクール卒業後、ブレナンは故郷のニュージャージー州で開業する。ピットニー・ハーディン法律事務所（後のデイ・ピットニー法律事務所）に所属し、労働法を専門とした。第二次世界大戦では、1942年アメリカ陸軍に少佐として任官して1945年に大佐で退官、砲兵隊で法務を担当する。1949年、ニュージャージー州知事アルフレッド・E・ドリスコルによって上級裁判所（事実審裁判所）判事に任命される。1951年、ドリスコルはブレナンをニュージャージー州最高裁判所判事に任命した。

## 最高裁判所

### 最高裁判所判事任命
大統領選挙を間近に控えた1956年、ブレナンは、ドワイト・D・アイゼンハワーにより、休会任命の手続を通じてアメリカ合衆国最高裁判所判事に任命される。北東部出身でローマ・カトリック教徒である民主党員の任命は、共和党候補であるアイゼンハワーの再選がかかった来るべき選挙戦において、批判的な選挙民からの支持につながるであろうというのが大統領の顧問らの目論見であった。さらに、枢機卿フランシス・スペルマンもブレナンを強力に後押しした。
ブレナンは、ニュージャージー州最高裁判所首席裁判官アーサー・ヴァンダービルトの代理として会議でスピーチをしたが、それを見たアメリカ合衆国司法長官でアイゼンハワーの首席法律顧問のハーバート・ブラウネルがブレナンに興味を抱いていた。ブラウネルにとって、ブレナンのスピーチは、とりわけ刑事上の問題に関して顕著に保守主義的に響いたようである。
ブレナンの任命にあたっては、次の二つの面から些かの議論があった。まず、裁判官としての判断にあたり、憲法ではなく自身の宗教的信条に依拠する可能性があるとして、国民自由連盟がカトリック教徒の任命に反対した。さらに、上院議員ジョセフ・マッカーシーもまた、ブレナンのスピーチ原稿に目を通し、共産主義者を対象とした調査を「魔女狩り」と非難しているのを見て異を唱えた。1957年の公聴会で、ブレナンはマッカーシーからの攻撃に対して反論し、教会法ではなく、ただ憲法のみに基づいてその判断を行うことを明言した。唯一マッカーシー上院議員のみが反対票を投じたが、ほぼ全会一致でブレナンの最高裁判事任命は承認された。
ブレナン任命に働いたその他の要因としてまず挙げられるのが、その州裁判所判事としての地位である。1932年のベンジャミン・カードーゾ以来、州裁判所の判事で最高裁判所判事に任命された者は存在しなかった。さらに、アール・ウォーレン（前カリフォルニア州知事）及びジョン・マーシャル・ハーラン2世と共和党からの人選が二人続いていたことから、超党派的姿勢を見せたいというアイゼンハワーの意向もあった。
ブレナンは、シャーマン・ミントン判事の後任としてその地位に就き、1990年7月20日付けで健康上の理由により引退するまで最高裁判所判事を務めた。その後任には、デイヴィッド・スーター判事が着任する。ブレナンは、アイゼンハワー大統領からの任命された連邦裁判所判事のうち、最後の在任者であった。その後、ブレナンは1994年までジョージタウン大学ローセンターで教鞭をとった。ブレナンが最高裁判所判事在任中に執筆した意見の数は、1360に上る。これは、ウィリアム・O・ダグラスに次いで歴代2位の数字である。

### ウォーレン・コート時代
ブレナンは、そのキャリアを通じてリベラル的な意見を積極的に表明し、ウォーレン・コートにおける個人の権利の拡大にあたって主導的な役割を果たした。また、ウォーレン・コートでは、より保守的な他の同僚判事らに対して法廷意見に加わるよう働きかけるという影の役割も担っていた。ウォーレン時代においてブレナンが執筆した意見のうち最も重要なものとして、選挙権関連（ベイカー対カー事件）、刑事手続関連（マロイ対ホーガン事件）、言論の自由及び修正第1条の国教樹立禁止条項（ロス対合衆国事件）、公民権関連（グリーン対ニューケント郡学区教育委員会事件）などがある。その中でも特筆すべきなのが、1964年のニューヨーク・タイムズ対サリヴァン事件の法廷意見を執筆し、名誉毀損法に対する憲法上の制約を認め、修正第1条に基づく言論の自由の拡大に寄与した点である。さらに、「萎縮効果」（chilling effect）という用語を、1965年のドンブロウスキー対プフィスター事件において打ち出したのもまたブレナンである。ブレナンは長官のウォーレンと親しい友人関係にあり、頻繁に多数意見を執筆する役目を割り振られていたことから、他の判事らからは「副長官」ともあだ名されることになった。
1962年から1963年までの間、ブレナンのロー・クラークを務めたうちの一人がリチャード・アレン・ポズナーである。ポズナーは、後に法と経済学を分野として確立し、アメリカにおいて最も影響力を有する法学者となった。

### バーガー及びレンキスト・コート時代
より保守的なバーガー・コートにおいても、ブレナンは断固として死刑に反対、かつ中絶の権利を支持する立場にあり、いずれの争点についてもその画期的判決の多数意見に加わっている（死刑についてファーマン対ジョージア州事件（1972年）、中絶についてロー対ウェイド事件）。最高裁判所でも最も保守的なメンバーであったウィリアム・レンキストが長官の地位に上り詰め、ウォーレン・バーガー及び穏健派のルイス・パウエルに代わってアントニン・スカリア及びアンソニー・ケネディが着任したことで、ブレナンはより頻繁に孤立した立場に置かれることになる。ブレナンの意見に賛同する判事がサーグッド・マーシャルしかいないこともときにあった。1975年の時点で、この二人がウォーレン・コートにおけるいわばリベラル派最後の生き残りとなっていたからである（バイロン・ホワイトは、レンキスト長官在任中の3人目の生き残りではあったものの、こと刑事被告人や中絶に関連した事件となると、頻繁に保守派に与した）。ブレナンとマーシャルはそのような同志的な関係にあったことから、強硬な保守派の反対と対峙する二人を合わせて「ブレナン=マーシャル判事」とそのロー・クラークたちから呼ばれることになった。ブレナンは、ファーマン事件において、死刑は「残酷かつ異常」（cruel and unusual）な刑罰を禁じた修正第8条に反すると思料すると言明し、その残りの最高裁判所判事在任期間中、死刑を科すことが支持された全ての事件において、反対の立場に回った。ブレナン自身が他の裁判官の見解を変えることはかなわなかったが、ハリー・ブラックマン判事は、ブレナン引退後の1994年に至ってついに上記見解に賛同することになった。
ブレナンは、（填補的及び懲罰的）金銭賠償を求めるにあたり、原告は、その訴訟原因（cause of action）として権利章典違反のみを主張すれば足りると判断した3つの最高裁判決の意見を執筆している。ビヴェンズ判決において、ブレナンは、修正第4条の不合理な捜索押収条項に関して上記のとおり判示した。デイヴィス対パスマン事件は、元連邦下院議員に対する性別に基づく雇用差別に関する訴えであったが（1964年公民権法第7編は連邦職員を明示的にその適用対象から除外していた）、ブレナンは上記判決の理由付け（rationale）を、修正第5条デュー・プロセス条項の構成要素である平等保護原則に拡大した。そして、死亡した連邦刑務所の受刑者遺族が提起した訴え（なお、原告は連邦不法行為請求権法上の権利を訴訟原因とすることも可能であった）であるカールソン対グリーン事件において、ブレナンは同理由付けを、修正第8条の残酷かつ異常な刑罰条項へとさらに拡大した。
これと同時期に、ブレナンは、対人管轄権についても、一貫的かつ拡張的な見解を採用し、それを推し進めた。ヘリコプテロス事件では単独の反対意見を執筆し、そこで州の一般管轄を肯定するための「最小限の関連」（minimum contacts）の要件を非常に広く定義した。ワールドワイド・フォルクスワーゲン事件及びアサヒ・メタル事件における後に影響を及ぼした反対意見及び補足意見では、特別管轄の論点に関し、製造物責任関連訴訟において単に「通商の流れ」（stream-of-commerce）が認められれば足りると解した上で、インターナショナル・シュー社対ワシントン州事件判決中の理論で示されたフェアネスの要件が果たす役割を強調している。ブレナンの理論により導かれる帰結は、特に企業を対象として州裁判所の管轄を拡張するものであった。州裁判所というのは、巨大で強大な力を有する企業の被告に比して、弱く小さい立場である原告らに対し、より同情的な判断を下す傾向がある。この過程で、ブレナンは当該争点に関してスカリア裁判官と頻繁に衝突した。また、シェーファー対ハイトナー事件では、マーシャル裁判官の多数意見に対しても珍しく反対派に回った。
最高裁判所判事引退の年とその前年には、議論を呼んだテキサス州対ジョンソン事件及びアメリカ合衆国対アイクマン事件判決の各意見を執筆した。いずれの事件においても、裁判所は、アメリカ国旗の冒涜行為も修正第1条によって保護されると判示した。
1982年にブレナンの妻マージョリーが死去した。それから数か月後の1983年、ブレナンは77歳で、26年間その秘書として勤めていたメアリー・フォウラーと再婚した。同僚たちは、ブレナンが再婚したことを、次のように記された簡潔なメモによって知ることになった。「メアリー・フォウラーと私は昨日結婚し、バミューダへと発った」

### 法的哲学
ブレナンは、権利章典を強く信奉しており、そのキャリア初期の段階から、連邦政府のみならず各州に対してもこれを適用すべきであると主張している。また、多くの事件で州に対する個人の権利を認める立場をとり、刑事被告人、マイノリティ、貧困者その他の立場の弱い集団に有利な判断を下しており、「公民権の守護者」とも呼ばれた。さらに、ブレナンは総じてヒューゴ・ブラック判事及びウィリアム・O・ダグラス判事が取っていた絶対主義的な立場とは距離を置いており、妥協に対して非常に柔軟であった。ブレナンは、法廷において裁判官の多数派を勝ち取るためであれば、妥協することに一切躊躇がなかった。その保守派の敵対者らは、ブレナンを司法積極主義のパシリであると責め、法的根拠の検討からではなく結論から先に導いていると非難した。引退に際し、自身にとっての最重要事件としてブレナンが挙げたのは、ゴールドバーグ対ケリー事件である。同事件は、福祉給付金の支給について、地方、州及び連邦政府は受給者に対する証拠調べとしての事前の聴聞の手続を経ずして、その支給を打ち切ることは許されないと判示したものである。
1980年代、レーガン政権とレンキスト・コートの下でウォーレン・コートにおける判断からの「逆行」のおそれが高まるにつれ、ブレナンはその法哲学的見解をより積極的に発信するようになった。1985年のジョージタウン大学におけるスピーチでは、「原意（original intent）の法原理」に基づく解釈を裁判所に要求した司法長官エドウィン・ミースについて、起草者の意思を正確に推し量ることなどは不可能として、「謙譲の皮を被った傲り」であると批判した。そして、「人間の尊厳」としての権利を保障することがアメリカ合衆国憲法の解釈であると説いた。
また、ブレナンは、死刑制度に関する限り、先例拘束性をさほど重視せず、「絶対主義」的立場を回避しようともしなかった。ファーマン対ジョージア州事件において、ブレナンとその最も近しい同志であったサーグッド・マーシャルは、諸般の事情に照らして死刑は違憲であると結論付け、その4年後に死刑を合憲と判示したグレッグ対ジョージア州事件においてもその正当性を決して肯定しなかった。それ以降、死刑が争われたものの裁量によって上告が受理されなかったすべての事件において、ブレナンとマーシャルは代わるがわる反対意見を執筆し、交互にそれに同調した。そして、受理したが死刑判決を違憲無効としなかったあらゆる事件について、反対に回った。

ブレナンは裁量による上告受理を認めなかったグラス対ルイジアナ州事件の反対意見の中で、次のように書いている。グラス事件では、刑の執行方法としての電気椅子使用の合憲性が争われたが、最高裁としては口頭弁論を開かない判断をした。
証拠によれば、感電による死は、極度に暴力的であり、「単なる生命の消滅」という程度をはるかに超えた痛みと恥辱を伴うものであることが推認できる。立会人が日常的に報告するところによると、スイッチを入れたときに、死刑囚の身体は「収縮し」、「跳ね上がり」、「驚くべき力でひもと格闘する」。「その手は赤くなり、それから白く変色して、頸部の筋が鋼鉄の帯のように浮き出る」。「受刑者の四肢、指、足先及び顔は顕著にねじ曲がる」。「強力な電流により、受刑者の眼球が飛び出て頬に垂れ下がることもある」。「受刑者は、しばしば排便、排尿し、血液と涎を吐く」
ブレナンは、電気椅子による死刑は、「現代のテクノロジーを用いた火あぶりにほかならない」と述べて、その結論を導いている。

## 語録
- 「現代に生きる我々裁判官にとって可能な憲法解釈の方法はただ一つ、20世紀のアメリカ人としての解釈である。憲法制定時やそれ以降の解釈の歴史については、我々も注意を払っているところである。だが、その究極的な問いとは、条文の文言が、我々の時代においていかなる意味を持つかということであらねばならない。なぜなら、憲法の精神は、既に過ぎ去った死せる世界で有していたやも知れない静的な意味に安んずるものではなく、現代の問題及び現代の必要性に対応し得る偉大な原理の適応性の中にこそ存在するものだからである」ウェストバージニア州教育委員会対バーネット事件（英語版）、319 U.S. 624 (1943)[44]
- 「自国の安全保障に対する突然の脅威に直面し、世界の国々は、継続的な安全保障上の危機に対応してきたイスラエルの経験に着目することになるでしょう。イスラエルによって根拠のないものであることが明らかにされた安全保障上の主張を排斥する技量と、その安全保障を損なうことなく守り続けてきた国民の自由権を保護する勇気を、その経験の中から見出し得るのはもっともなことといえます」ヘブライ大学ロースクールにおけるスピーチ[45][46]
- 「アメリカ人は代々、これらの基本的な選択を尊重し、相当程度異なる歴史上の運用を評価するための自らの指針として取り入れ続けてきました。起草者が明記した基本的な原則を覆し、また追加するかはあらゆる世代が選択できる。つまり、憲法とは、修正し得、また無視し得るものなのです」ジョージタウン大学における憲法解釈に係る自身の哲学に関するスピーチ[47][48]
- 「人間の尊厳に係る憲法的視点からすれば、上から押し付けられた政治的正統性などはあり得ず、個々人にとっての政治的判断を形成・表現する権利が尊重されます。それがどれほど主流から離れていても、またそれがどれほど権力者やエリートにとって目障りなものであったとしてもです」上記ジョージタウン大学におけるスピーチ[49][48]
- 「思想の伝播も、宛先であるそれを望む他者が自由に受け取って思考することができなければ、何も成し遂げることができない。それは売主のみがいて買主が存在しない、不毛な言論の自由市場というべきであろう」ラモント対郵政長官事件、381 U.S. 301 (1965) (補足意見)
- 「性。それは偉大にして神秘に満ちた人生の原動力であり、議論の余地なく、あらゆる時代を通じて人類にとって興味を引くテーマであり続けてきた」ロス対合衆国事件（英語版）、354 U.S. 476 (1957)
- 「公共の事項に関する議論は、抑制されず、健全で、広く開かれたものであるべきであり、また、政府及び公職者への、激烈、痛烈、かつときに不愉快なまでに辛辣な攻撃も含まれ得るという原理に対する深い国家の関与を本件は背景としているものと思料される」ニューヨーク・タイムズ対サリヴァン事件（英語版）、376 U.S. 254 (1964)
- 「弁護士という存在を、犯罪の嫌疑をかけられたことのみによって人が受けることになる罰の一つであるとする考えは、私には受け入れられない」ジョーンズ対バーンズ事件、463 U.S. 745, 764 (1983) (反対意見)
- 「社会や人間の地域社会そのものから疎外される人々の発する声はあまりにも微かであり、社会が処罰を求める中でそれを聞き取るのは困難である。そのような声に耳を傾けるのが裁判所の特別な役割である。なぜなら、憲法は、多数派の唱和のみによって社会生活の基準が決定されるものではないと定めているからである」マクレスキー対ケンプ事件（英語版）、481 U.S. 279 (1987) (反対意見)
- 「裁判所が次に述べるところによると、申立人の提出証拠を十分であると認めるのを躊躇するのは、マクレスキーの請求が量刑制度のあらゆる側面に対する異議の余地を広く開くおそれがあることも考慮した上であるとする。...その文言から判断して、かかる意見は、正義をあまりにも恐れすぎていることを示しているように見える」マクレスキー対ケンプ事件、481 U.S. 279 (1987) (反対意見)[50]
- 「もし、当裁判所が今日議会における祈りを違憲と判断したならば、それはおそらく激しい拒否反応を引き起こしたであろう。だが、それはまた同時に、「信仰心」と「自由の精神」のいずれをも掻き立てることになっただろうと私は確信している」マーシュ対チェンバーズ事件（英語版）、463 U.S. 783 (1983)（反対意見）
- 「仮にプライバシー権が何らかの意味を有するとすれば、それは既婚か未婚かにかかわらず、子供を産み、儲けるかの決定といった、人にとって非常に基本的な部分に影響を及ぼす事項に対する政府の不当な干渉を免れる個人の権利であるといえる」アイゼンシュタット対ベアード事件（英語版）[51]、405 U.S. 438 (1972).
- 「国旗を燃やされたらそれに対して我々自身の国旗を振って応じる以上に適切な対応はなく、国旗を燃やすというメッセージに対しては燃えている国旗に敬礼する以上に優れた方法はなく、たとえ国旗が燃えてしまっても、その尊厳を保つためには、出廷証人が現にそうしたようにその燃えかすを敬意をもって埋葬する以上に確かな手段は想定し得ないのである。我々は、国旗を神聖化するためにその冒涜を処罰することはない。そのようなことをすれば、この大切な表象が表している自由を希薄化することになるからである」テキサス州対ジョンソン事件、491 U.S. 397 (1989)

## 表彰・受賞
1969年、アメリカのカトリック教徒にとって最大の名誉と考えられているラエターレ・メダルをノートルダム大学から授与された。
1987年、合衆国上院議員ジョン・ハインツ賞を受賞する。これは、選挙又は任命された公務員から傑出した公務での業績を上げた者に対し、ジェファーソン賞の一部門として毎年授与されているものである。
1989年には、　ニュージャージー州ジャージーシティに所在する1910年開館の歴史的建造物であるハドソン郡庁舎が、その栄誉を称えてウィリアム・J・ブレナン裁判所庁舎と名付けられた。
同年、4つの自由賞のうち国際4つの自由賞を受賞。
死去に際し、ブレナンの遺体は合衆国最高裁判所建物の大ホールで公開安置された。
1993年、ビル・クリントン大統領は、ブレナンに大統領自由勲章を授与した。
2010年、ニュージャージー州のホール・オブ・フェイムに殿堂入りした。
2010年、ブレナン判事の栄誉を称えて、テキサス州サン・アントニオにウィリアム・Ｊ・ブレナン高等学校が設立された。
ブレナン公園は、ブレナンの栄誉を称えて名付けられたものであり、ニュージャージー州ニューアークの歴史的建造物であるエセックス郡庁舎向かいに広がっている。エセックス郡公文書館正面には、歴史家ガイ・スターリングによって建立されたブレナンの像が建っている。